# Georges Augustin Albert Charpy
Georges Augustin Albert Charpy (Oullins, 1º settembre 1865 – Parigi, 25 novembre 1945) è stato un ingegnere e scienziato francese.

## Biografia
Georges Augustin Albert Charpy fu l'ideatore del Pendolo di Charpy. Studiò alla École Polytechnique (promotion X1885) dal 1885 al 1887 e si laureò in artiglieria navale. Nel 1887 divenne professore alla École Monge. Nel 1892 pubblicò una tesi in fisica. Come ingegnere lavorò presso Usines Saint-Jacques (forgiatura) di Chatillon-Commentry, divenendo nel 1916 direttore tecnico. Nel 1919, diventa membro dell'Académie des sciences, nella sezione di scienze applicate all'industria. Diventò direttore generale delle acciaierie Compagnie des forges et aciéries de la marine et d'Homécourt. Nel 1920 divenne professore in metallurgia alla École Nationale Supérieure des Mines de Paris. Nel 1922 fu designato professore di chimica generale all'École Polytechnique.